# نايجل تايلور
نايجل تايلور (بالإنجليزية: John Taylor)‏ (و. 1960  م) هو عازف بيس، وعازف قيثارة من المملكة المتحدة، والولايات المتحدة، ولد في سوليهل، يستخدم آلات غيتار البيس، وقيثارة، وهو عضوٌ في دوران دوران.

## التعليم
تعلم في جامعة مدينة برمينغهام.

## وصلات خارجية
- نايجل تايلور على موقع IMDb (الإنجليزية)
- نايجل تايلور على موقع ميوزك برينز (الإنجليزية)
- نايجل تايلور على موقع قاعدة بيانات برودواي على الإنترنت (الإنجليزية)
- نايجل تايلور على موقع إن إن دي بي (الإنجليزية)
- نايجل تايلور على موقع أول ميوزيك (الإنجليزية)
- نايجل تايلور على موقع ديسكوغز (الإنجليزية)
- نايجل تايلور على موقع قاعدة بيانات الفيلم (الإنجليزية)
- نايجل تايلور في قاعدة بيانات الأفلام على الإنترنت